# Nikolaus (Holstein-Rendsburg)

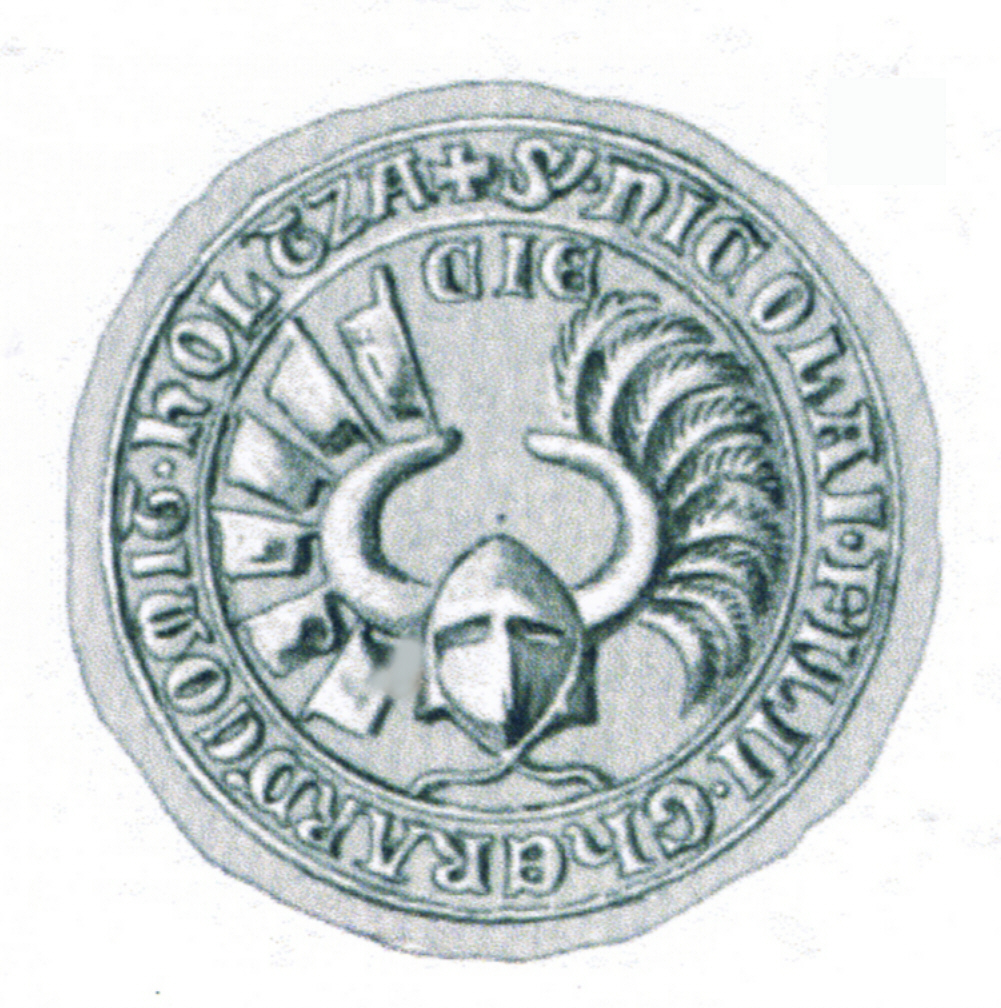
Siegel des Nikolaus von Holstein aus der Zeit um 1342–1343

Nikolaus von Holstein (auch Klaus oder Claas von Holstein), * 1321; † 8. Mai 1397 in Itzehoe, war von 1340 bis 1397 Graf von Holstein-Rendsburg – bis 1385 zusammen mit seinem älteren Bruder Heinrich II. der Eiserne („isern Hinerk“) und wurde 1390 als ältester Angehöriger der Rendsburger Linie Erbe von Holstein-Plön und Kiel. Er war damit führender Graf der nordelbischen Schauenburger. Nikolaus war niemals Herzog von Südjütland bzw. Schleswig, nannte sich aber wahrer Erbe des Herzogtums Südjütland (verus heres ducatus Sunderjutie).

## Leben
Er war der zweite Sohn von Gerhard III. (Holstein-Rendsburg) und seiner Frau Sofie von Werle. 1386 verzichtete er, da er nur eine Tochter hatte, zugunsten seines Neffen auf die Belehnung mit dem Herzogtum Schleswig, nachdem er bereits seit 1340 gemeinsam mit seinem älteren Bruder Heinrich über Teile als Pfandherr geherrscht hatte. Daraufhin erhielt Gerhard VI. Schleswig vom dänischen König Olav II. zum Lehen.
Zur Sicherung ihrer Herrschaft ließen Nikolaus und sein Bruder um 1345 die Stadt Flensburg befestigen.
1354 heiratete Nikolaus die Witwe von Otto von Sachsen-Wittenberg, Elisabeth von Braunschweig-Lüneburg, Tochter von Wilhelm II. Das Paar hatte eine Tochter.
- Elisabeth (* ca. 1360; † 25. Januar 1416 in Kammin)

(verlobt 1376) ⚭ Albrecht IV., Herzog von Mecklenburg-Schwerin (* 1363; † 1388)
⚭ 1404 Erich V., Herzog von Sachsen-Lauenburg (* ca. 1374 † 1435)
Elisabeth war seit 1362 mit Haakon VI. (später König von Norwegen) verlobt gewesen. Die Verlobung wurde aber aus politischen Gründen 1363 gelöst. Haakon heiratete stattdessen Margarethe von Dänemark.
Nikolaus von Holstein wurde in Itzehoe begraben. Sein Neffe Gerhard VI. wurde Vormund von Elisabeth; Nachfolger als Graf von Rendsburg wurde mit Teilungsvertrag vom 28. August 1397 sein jüngster Neffe Heinrich III.